# Herre (Noorwegen)
Herre is een plaats in de Noorse gemeente Bamble, provincie Telemark. Herre telt 1340 inwoners (2007) en heeft een oppervlakte van 1,38 km².